# Tenuipalpus kesari
Tenuipalpus kesari är en spindeldjursart som beskrevs av Sadana, Gupta och Goyal 1985. Tenuipalpus kesari ingår i släktet Tenuipalpus och familjen Tenuipalpidae. Inga underarter finns listade i Catalogue of Life.